# 审核系统
在用户能自由发表评论的互联网網站上，审核系统是网站管理员用來審查用戶所發表的信息的工具，用于識別一些淫秽、非法或侮辱性的內容並將其刪除。
很多互联网網站都允许用户发表评论，例如由PhpBB、Wiki或PHP-Nuke等脚本提供支持的网络论坛、博客和新闻站点。根据网站的内容和目标受众，網站管理員将决定什么样的用户评论是不用刪除的，同時管理員将筛选评论的责任委托给较小的版主。大多数情况下，網站管理員会尝试消除與網路白目、濫發電子訊息或網路論戰有關的內容。
社交媒体网站还可以讓内容审核员手动检查或删除标记为仇恨言論或其他令人反感的内容。以Facebook为例，该公司在2017年将内容审核员的数量从4,500 人增加到 7,500 人。在德国，Facebook會在仇恨言论发布后24小时内將其删除。